# Zeche Theodor
Die Zeche Theodor war ein Steinkohlen-Bergwerk in Essen.

## Geschichte
Die Gewerkschaft Heinrich hatte 1929 aus dem Besitz der Adler-Bergbau AG mehrere Grubenbesitze übernommen, darunter auch die stillliegenden Zechen Vereinigte Charlotte und Steingatt. In beiden Feldern war seit der Stilllegung bereits Nachfolgebergbau durch kleinere Gesellschaften pachtweise durchgeführt worden. Ab 1927 war beabsichtigt gewesen, die Schachtanlagen unter dem Namen Charlotte-Prinz Wilhelm-Steingatt zu restituieren. Die Liquiditätsprobleme der Adler AG sowie die nachfolgende Weltwirtschaftskrise brachte diese Pläne wiederum zum Erliegen.
Ab 1933 wurde beschlossen, die Wiederinbetriebnahme der Zechen unter völliger technischer Erneuerung durchzuführen. Der Schacht Charlotte IV in unmittelbarer Nähe des alten Stollenmundloches Charlotte in Altendorf (Ruhr) (heute Stadtteil Burgaltendorf der Stadt Essen) wurde neu abgeteuft und ausgebaut. Neben ihm wurde von 1934 bis 1936 der neue Förderschacht Theodor abgeteuft, nach dem die Zeche fortan Zeche Theodor (nach dem Grubenvorstandsvorsitzenden der Heinrich-Bergbau AG, Theodor Mauritz, Regierungsassessor a. D.) genannt wurde.
Die Tagesanlagen wurden auf eine charakteristische Weise der Lage der alten Zeche Charlotte an einem Berghang angepasst. Die alte Hauptstollensohle wurde als Rasenhängebank genommen. Auf Höhe der Stollenmundlöcher wurde die Aufbereitung nebst Zechengebäude errichtet. Oberhalb dieses Geländes waren über den Schächten die beiden Fördermaschinen in kubischen Backsteingebäuden untergebracht. Das Zechengelände befand sich somit auf zwei Stockwerken. Die Zeche nahm 1936 die Förderung auf. Es wurde eine Brikettfabrik errichtet.
Von 1941 bis 1943 wurde im Feldbereich Steingatt der Schacht 3 abgeteuft, der für diesen Feldesteil die Seilfahrt und die Bewetterung übernahm.
1944 waren auf der Zeche Theodor 1441 Bergleute angelegt. Sie förderten in diesem Jahr rund 358.000 t Anthrazitkohle.
Nach dem Zweiten Weltkrieg wurde der Zeche Theodor das nördlich liegende Baufeld der ehemaligen Zeche Eiberg aus dem Besitz der Gewerkschaft Heinrich (ab 1952 Heinrich-Bergbau AG) zum weiteren Aufschluss zugewiesen. In diesem Feld wurde von 1951 bis 1955 der Schacht Eiberg als Außenschacht für Seilfahrt- und Materialzuführung geteuft. 1954 stieg die Förderung auf rund 577.000 t, die Belegschaft auf 1784 Bergleute.
Bereits 1874 folgte durch die Bergisch-Märkische Eisenbahn-Gesellschaft die Anbindung der Vorgängerzeche Vereinigte Charlotte an die Mittlere Ruhrtalbahn zwecks Kohlentransport. Die Bahnstrecke führte von Kupferdreh nach Überruhr, vorbei an der Zeche zum Bahnhof Altendorf (Ruhr), und weiter über die Eisenbahnbrücke Dahlhausen bis nach Dahlhausen. Zwischenzeitlich hatte die Zeche Theodor dazu auch einen Personenhaltepunkt (Kürzel ZTH) für die pendelnden Bergleute. Der Gleisanschluss blieb für den gelegentlichen Güterverkehr bis zur Zechenstilllegung 1968 erhalten.

## Stilllegung
Mit einsetzender Kohlenkrise beschloss die Heinrich-Bergbau AG die Zusammenlegung der beiden fördernden Schachtanlagen Heinrich und Theodor. Dieser wurde 1964 vollzogen; die Hauptförderung wurde auf Heinrich 1/2/3 gefördert. Schacht Theodor übernahm Zwischenförderungsaufgaben.
Bedingt durch die sich Ende der 1960er Jahre verschärfende Absatzsituation und die durch den Rationalisierungsverband subventionierte Außerbetriebnahme von Förderanlagen wurde die Förderung auf beiden Schachtanlagen zum 1. April 1968 eingestellt. Die Schächte wurden verfüllt.

## Heutiger Zustand
An der Einfahrt zum Charlottenberg sind die Fördermaschinengebäude noch vorhanden. In ihnen befindet sich derzeit (2023) ein Logistik-Unternehmen. Die Gebäude auf dem Hauptgelände sind komplett abgerissen worden. Die Renaturierung des Zechengeländes wurde Anfang 2011 abgeschlossen. Das Stollenmundloch des Hauptstollens Charlotte ist nicht mehr zu erkennen.